# Love Symphony
»Love Symphony« (slovensko: Ljubezenska simfonija) je pesem godalnega kvarteta Quartissimo in vokalistke Martine Majerle; leta 2009 je bila to slovenska pesem na tekmovanju za Pesem Evrovizije 2009. Pesem sta napisala Andrej Babić in Aleksandar Valenčić, slovensko besedilo pa je prispevala Saša Lendero. Nastopili so v drugem polfinalu 14. maja 2009, vendar se niso uvrstili v finalni večer.

## Maxi single
Zgoščenka
- 1. "Love Symphony (English version)" – 3:03
- 2. "Simfonija (Slovenian version)" – 3:03
- 3. "Love Symphony (Orchestral Version)" – 3:03
- 4. "Love Symphony" (Karaoke version) – 3:02
- 5. "Love Symphony (Instrumental Version)" – 3:01